# 위치각

망원경 접안렌즈를 통해 위치각을 추정하는 방법의 그림; 주성은 중앙에 있다.

천문학에서 위치각(Position angle, 일반적으로 PA로 약칭)은 하늘에서 각도를 측정하는 규칙이다. 국제천문연맹은 이를 천구의 북극(NCP)에 상대적으로 측정된 각도로 정의하며, 적경의 방향으로 양수로 회전한다. 표준(뒤집히지 않은) 이미지에서 이는 양수 적위 방향으로의 축에 상대적인 반시계 방향 측정값이다.
관측된 안시 이중성의 경우, 이는 천구의 북극에 상대적인 주성으로부터 보조성의 각도 오프셋으로 정의된다.
예시가 보여주듯이, PA가 30°인 가상의 이중성을 관측한다면, 접안렌즈에 그려진 천구의 북극에서 주성(P)으로 이어진 가상의 선이 보조성(S)으로부터 오프셋되어 NCP-P-S 각도가 30°가 된다는 의미이다.
안시 이중성을 그래프로 나타낼 때, NCP는 그림에서와 같이 일반적으로 주성인 중심점(원점)에서 아래쪽으로 그려진다. 즉, 북쪽이 아래쪽에 있고 PA는 반시계 방향으로 측정된다. 또한, 고유운동의 방향은 예를 들어 그 위치각으로 주어질 수 있다.
위치각의 정의는 은하와 같은 확장된 천체에도 적용되며, 이는 천체의 장축이 NCP 선과 이루는 각도를 의미한다.

## 항해학
위치각의 개념은 해양 항해에서 유래한 것으로, 최적의 나침반 항로는 알려진 위치 s에서 최소한의 노력으로 목표 위치 t까지 가는 항로이다. 바람과 해류의 영향을 배제하면 최적의 항로는 해양 표면에서 두 위치 사이의 가장 짧은 거리 항로이다. 나침반 항로를 계산하는 것을 역측지 문제라고 한다.
이 문서는 반경 R의 구 표면을 이동하는 s와 t 사이의 거리를 최소화하는 추상적인 개념만을 다룬다: 선박은 북쪽에 상대적인 어떤 방향 각도 p로 조종해야 목표 위치에 도달할 수 있는가?

## 같이 보기
- 시차각
- 각거리

## 더 읽어보기
- Birney, D. Scott; Gonzalez, Guillermo; Oesper, David (2007). 《Observational Astronomy》. 케임브리지 대학교 출판부. 75쪽. ISBN 978-0-521-85370-5.